# La Parte de Bureba
La Parte es una localidad situada en la provincia de Burgos, comunidad autónoma de Castilla y León (España), comarca de La Bureba, partido judicial de Briviesca, ayuntamiento de Oña.

## Geografía
Situada al nordeste de La Bureba, este del valle de las Caderechas y sur de la sierra de Oña (1202 - 1.257 m s. n. m.), en el Espacio Natural de Montes Obarenes. En su término discurre el arroyo Madre de los Caños , afluente del río Oca en su margen derecha antes de llegar a Cornudilla.
Junto a las localidades de Hermosilla, Los Barrios de Bureba, Solduengo y Navas de Bureba.

## Situación administrativa
Entidad Local Menor cuyo alcalde pedánea es José Ruiz del Partido Gestión la Bureba.

## Historia
Esta pequeña localidad aparece citada por primera vez en 1129, en unos escritos de compraventa con el monasterio de San Salvador en Oña. Aunque la población existía seguramente con bastante anterioridad en dos comunidades aún hoy claramente separadas geográficamente por unos 500 metros. 
Durante la Edad Media la región sufrió una importante repoblación, principalmente impulsada por sus intereses agrícolas y su monte.
Villa , denominada entonces Laparte, perteneciente a la cuadrilla de La Vid en la antigua Merindad de Bureba, en el partido de Bureba, con jurisdicción de realengo con alcalde ordinario.
A la caída del Antiguo Régimen se constituye en municipio, en el partido Briviesca, región de Castilla la Vieja, que en el censo de la matrícula catastral contaba con 46 hogares y 184 vecinos.
Este municipio desaparece al integrarse en Oña, contaba entonces con 68 hogares y 193 habitantes de derecho.
Hoy en día la villa constituye dos pequeños núcleos rurales de campesinos diezmados por la emigración hacia la ciudad y el País Vasco. Pero a la vez sufre la inmigración ocasional de estas regiones durante las épocas estivales.

### Descripción en el Diccionario Madoz
Así se describe a La Parte de Bureba en el tomo X del Diccionario geográfico-estadístico-histórico de España y sus posesiones de Ultramar, obra impulsada por Pascual Madoz a mediados del siglo XIX:

LAPARTE: villa con ayuntamiento en la provincia, diócesis, audiencia territorial y capitanía general de Burgos (9 leguas), partido judicial de Briviesca (3). Situada en una ladera donde reina con especialidad el viento N; el clima es templado, y las enfermedades más comunes las tercianas, oftalmias y pulmonías. Se compone de 52 casas divididas en dos barrios distantes entre sí ½ cuarto de legua, mal construida y con una distribución interior muy poco cómodas; una escuela a la que asisten 22 alumnos de ambos sexos, cuyo maestro desempeña además el cargo de sacristán, está dotado con 4 fanegas de grano; dos fuentes de buenas aguas dentro de la población y 30 en el término; y 2 iglesias (San Martín y San Ildefonso), la primera en el barrio de arriba, titulado La-Parte, y la otra en el de abajo denominado Quintana-Palacio, sirviendo su culto un solo cura párroco por estar unida la parroquialidad de ambas, y un sacristán. Confina el término N Penches; E Solduengo; S Los Barrios de Bureba, y O Cornudilla. El terreno participa de monte y llano, siendo bastante flojo, delgado y poco fértil; en la sierra llamada del Abad de Oña, que domina el pueblo por el lado N, y que se enlaza con la otra que se extiende hacia Pancorbo, hay dos montes conocidos con los nombres de la Dehesilla y el Carrascal, que principian a la falda de la citada sierra y concluyen en lo alto de ella en los confines Penches; ambos están poblados de carrascos y pinos que no sirven más que para combustible; la extensión de la sierra es de 1 ½ legua de circunferencia; y a su falda nacen dos arroyos de escaso caudal aunque perenne, de los cuales el uno desciende a la tejera que hay debajo del pueblo, y el otro a Cornudilla, yendo ambos a desaguar en el río Oca. Caminos: además de los vecinales que son llanos y de ruedas, hay la carretera que la sociedad riojana abrió antes de la guerra civil, cuya carretera pasa inmediata al barrio de arriba o de Laparte, la cual partiendo desde la villa de Oña, empalma a un tiro de fusil de la de Cubo con la carretera de Francia. Correos: la correspondencia se recibe de Poza por peones particulares, los domingos y miércoles, y sale los sábados y martes. Producciones: trigo, cebada, centeno, avena, lino, cáñamo, maíz, patatas, algo de vino, manzanas, peras y nueces en corta cantidad, y pastos en la mencionada sierra; ganado lanar, cabrío, yeguar y vacuno, y caza de perdices y liebres. Industria: la agrícola. Población: 46 vecinos, 184 almas. Capital productivo: 294.800 reales. Imponible: 26.516. Contribución: 2.174 reales 19 maravedíes. El presupuesto municipal asciende ordinariamente a 1.300 reales, y se cubre con el producto de la taberna, aprovechamiento de pastos y el déficit por reparto vecinal.
Diccionario geográfico-estadístico-histórico de España y sus posesiones de Ultramar

## Comunicaciones
- Carreteras: N-232 de Logroño a Santander y N-629 de Vinaroz a Santoña; camino de concentración hacia Los Barrios, al sur.

## Parroquia
Iglesia católica de San Martín y San Ildefonso, dependiente de la parroquia de Quintanaélez en el Arcipestrazgo de Oca-Tirón, diócesis de Burgos

## Demografía
| Gráfica de evolución demográfica de La Parte de Bureba entre 1842 y 1970 |
| |
| Población de derecho según los censos de población del INE. Población de hecho según los censos de población del INE.En este censo se denominaba Laparte de Bureba: 1842. Entre el censo de 1981 y el anterior, este municipio desaparece porque se integra en el municipio Oña. |

| 1842 | 1857 | 1860 | 1877 | 1887 | 1897 | 1900 | 1910 | 1920 | 1930 | 1940 | 1950 | 1960 | 1970 | 2001 | 2011 |
| ---- | ---- | ---- | ---- | ---- | ---- | ---- | ---- | ---- | ---- | ---- | ---- | ---- | ---- | ---- | ---- |
| 184  | 383  | 401  | 333  | 284  | 307  | 287  | 278  | 258  | 274  | 296  | 295  | 264  | 169  | 130  | 98   |